# Romeo (EP)
Romeo é o segundo EP da boy band sul-coreana SHINee, lançado em 21 de maio de 2009 na Coreia do Sul. A faixa "Juliette" foi usada como single promocional, sendo um remake instrumental de "Deal with It" do cantor Corbin Bleu. Mais tarde, foi anunciado que seu retorno ia ser adiado devido a Onew que estava com um problema  nos dentes e o lançamento do mini-álbum foi adiado para 25 de maio de 2009. O EP foi lançado no Japão em 29 de julho de 2009, com uma capa alternativa e um DVD bônus com o vídeo da música "Juliette". O lançamento alcançou a posição # 39 na parada semanal da Oricon, mapeando por três semanas.

## Lista de faixas
| N.º            | Título                                                        | Letras                                | Música                                                     | Duração |  |
| 1.             | "니가 맘에 들어 (Talk to You)" (I Like You)                   | Kim Tae-sung (Xperimental Production) | Carol Borjaf                                               | 3:27    |  |
| 2.             | "줄리엣 (Juliette)"                                           | Jonghyun, Minho                       | Mikkel Remee Sigvardt, Jay Sean, Mich Hansen, Joe Belmaati | 3:25    |  |
| 3.             | "차라리 때려 (Hit Me)" (Might as Well Just Hit Me)            | Young-hu Kim                          | Carol Borjaf                                               | 3:56    |  |
| 4.             | "세뇨리따 (Señorita)"                                         | Kim Jung-bae                          | Kenzie                                                     | 3:32    |  |
| 5.             | "잠꼬대 (Please, Don't Go)" (Sleep Talking) (Jonghyun + Onew) | Jungyup                               | Jungyup, Eco Bridge                                        | 4:10    |  |
| 6.             | "소년, 소녀를 만나다 (Romeo + Juliette)" (Boy Meets Girl)     | Lee Sung-su                           | Lee Sung-su, Chon Hong-sung                                | 4:44    |  |
| Duração total: | Duração total:                                                | Duração total:                        | Duração total:                                             | 21:94   |  |

## Histórico de lançamento
| País          | Data                |
| ------------- | ------------------- |
| Coreia do Sul | 25 de maio de 2009  |
| Japão         | 29 de julho de 2009 |